# ポール・ギヨーム・ファルジュ
ポール・ギヨーム・ファルジュ（Paul Guillaume Farges、1844年 – 1912年）はフランスの宣教師、植物学者、プラントハンターである。中国に派遣され、多くの植物を収集した。

## 生涯
タルヌ＝エ＝ガロンヌ県のMonclar-de-Quercyに生まれた。宣教師として1867年に中国に渡った。重慶で働いた。ジャン・マリー・デラヴェ（Jean Marie Delavay）やジャン・アンドレ・スーリエ（Jean André Soulié）とともにアジアの植物をパリ自然史博物館のために収集した。ファルジュは多くの新種を含む、4,000以上の植物標本を収集した。有名な種苗商、ヴィルモラン（Vilmorin）のために、種子を送った。
中国のタケの属であるFargesia（箭竹属）や、Abies fargesii、Corylus fargesii、Decaisnea fargesii、Salix fargesii、Torreya fargesiiなどの多くの植物の種の学名に献名されている。